# Mahiedine Mekhissi-Benabbad
Mahiedine Mekhissi-Benabbad (født 15. marts 1985 i Reims, Frankrig) er en fransk atletikudøver (forhindringsløber), der vandt sølv i 3000 meter forhindringsløb ved OL i Beijing 2008. Her blev han i et tæt opløb kun besejret af kenyaneren Brimin Kipruto.